# 145-й меридіан західної довготи
145-й меридіан західної довготи — лінія довготи, що лежить на 145 градусів західніше Гринвіцького меридіана. Вона проходить від Північного полюса через Північний Льодовитий океан, Північну Америку, Тихий океан, Південний океан та Антарктиду до Південного полюса.
145-й меридіан західної довготи формує велике коло разом із 35-тим меридіаном східної довготи.

## Список географічних об'єктів, що перетинає 145° зх. д.
Починаючи на Північному полюсі та рухаючись до Південного полюса, 145-й меридіан західної довготи проходить через:
| Координати                                                   | Країна, територія або море | Примітки |
| ------------------------------------------------------------ | -------------------------- | --- |
| 90°0′ пн. ш. 145°0′ зх. д. / 90.000° пн. ш. 145.000° зх. д.  | Північний Льодовитий океан | |
| 73°4′ пн. ш. 145°0′ зх. д. / 73.067° пн. ш. 145.000° зх. д.  | Море Бофорта               | |
| 69°59′ пн. ш. 145°0′ зх. д. / 69.983° пн. ш. 145.000° зх. д. | США                        | Аляска |
| 60°25′ пн. ш. 145°0′ зх. д. / 60.417° пн. ш. 145.000° зх. д. | Тихий океан                | |
| 14°25′ пд. ш. 145°0′ зх. д. / 14.417° пд. ш. 145.000° зх. д. | Французька Полінезія       | Проходить через атол Такароа[en] |
| 14°30′ пд. ш. 145°0′ зх. д. / 14.500° пд. ш. 145.000° зх. д. | Тихий океан                | Проходить східніше атолів Такапото[en] і Кауехі[en], Французька Полінезія |
| 16°6′ пд. ш. 145°0′ зх. д. / 16.100° пд. ш. 145.000° зх. д.  | Французька Полінезія       | Проходить через атол Рарака[en] |
| 16°9′ пд. ш. 145°0′ зх. д. / 16.150° пд. ш. 145.000° зх. д.  | Тихий океан                | Проходить східніше атола Фааїте[en], Французька Полінезія Проходить західніше атола Таханеа[en], Французька Полінезія Проходить західніше атола Херехеретуе[en], Французька Полінезія |
| 60°0′ пд. ш. 145°0′ зх. д. / 60.000° пд. ш. 145.000° зх. д.  | Південний океан            | |
| 75°27′ пд. ш. 145°0′ зх. д. / 75.450° пд. ш. 145.000° зх. д. | Антарктида                 | Проходить через Землю Мері Берд, на яку жодна країна не претендує |